# Maria de Grècia

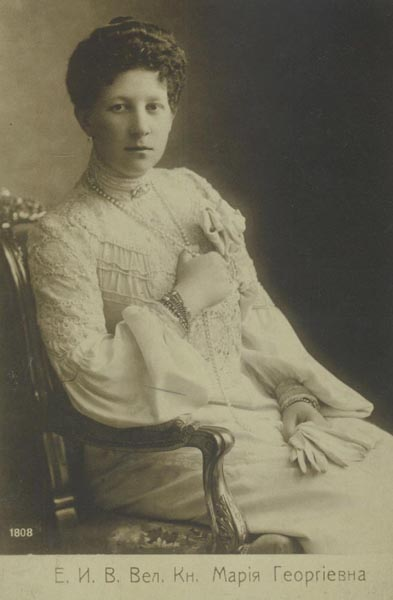
La princesa Maria de Grècia, gran duquessa de Rússia.

Maria de Grècia   (Atenes, 3 de març de 1876 - Atenes, 14 de desembre de 1940) gran duquessa de Rússia. Princesa de Grècia i de Dinamarca amb el tractament d'altesa reial que com els seus germans, els prínceps Alexandra de Grècia i Nicolau de Grècia, contragué matrimoni en el si de la casa imperial de Rússia.

## Biografia
Nascuda a Atenes el dia 3 de març de 1876, essent filla del rei Jordi I de Grècia i de la gran duquessa Olga de Rússia. Maria era neta per via paterna del rei Cristià IX de Dinamarca i de la princesa Lluïsa de Hessen-Kassel i per via materna del gran duc Constantí de Rússia i de la princesa Maria de Saxònia-Altenburg.
La princesa Maria, sobrenomenada "Minnie grega" per diferenciar-la de la gran "Minnie", la seva tia paterna (l'emperadriu Maria Feodorovna de Rússia), va créixer com a part d'una gran família de vuit fills. Una germana, anomenada Olga, va morir en la infància, però tenia cinc germans: (Constantine, Jordi, Nicolau, Andreu, Cristòfor) i una germana supervivent: Alexandra.
Es casà el 12 de maig del 1900 a l'illa de Corfú on la família reial grega posseïa la finca de Mon Repós amb el gran duc Jordi de Rússia, fill del gran duc Miquel de Rússia i de la princesa Cecília de Baden. Jordi era net del tsar Nicolau I de Rússia i del gran duc Leopold I de Baden.
La princesa tingué dues filles:
- SAIR la princesa Nina de Rússia nascuda a la finca Mihailovskoe l'any i morta a Hyannis Massachusetts el 1974. Es casà a Londres amb el príncep georgià Pau de Chavchavadze.[10]
- SAIR la princesa Xènia de Rússia nascuda a la finca Mihailovskoe el 1903 i morta a Glen Cove (Nova York) el 1965. Es casà amb primeres núpcies amb el millonari William Batteman Leeds i en segones núpcies amb Herman Jud.[11]

La princesa Maria, extremament gelosa de la seva identitat grega i molt depenent del seu nucli familiar grec, acceptà de mala gana l'avantatjós matrimoni amb el gran duc Jordi. La relació marital no fou excessivament bona essent principalment el gran duc qui realitzà els majors esforços per salvar el matrimoni.
La Primera Guerra Mundial va sorprendre la princesa grega a Londres mentre que el seu marit seguia a Rússia. L'any 1917 el gran duc Jordi de Rússa fou fet presoner pels bolxevics junt amb el seu germà, el gran duc Nicolau de Rússia, i el seu cosí i cunyat, el gran duc Pau de Rússia. La princesa Maria oferí, gràcies al suport econòmic de la família reial anglesa, la quantitat de 50.000 lliures esterlines per salvar-los d'una mort segura. Les autoritats bolxevics no acceptaren aquesta preposició i, finalment, el gran duc Jordi fou afusellat el 28 de gener de 1919 sota les ordre del govern revolucionari bolxevic a la Fortalesa de Sant Pere i Sant Pau de Sant Petersburg.
En un estat de precarietat econòmica absoluta pogué sortir de Londres gràcies a l'ajut econòmic de la seva cunyada, la multimillonària estunidenca Nancy Leeds i al suport incansable de la família reial britànica, molt especialment de la seva tia, la reina Alexandra. L'any 1920 viatjà a Grècia per tal d'establir-s'hi. Allà conegué l'almirall Perikles Ioannidis amb qui es casà l'any 1922 a Wiesbaden.
Amb el nou exili de l'any 1926 s'instal·laren a Itàlia, a la vil·la Attica de Roma. L'any 1935 s'instal·laren definitivament a Grècia on la gran duquessa morí el 1940 en plena ofensiva italiana a la residència de Psychico on vivien el futur rei Pau I de Grècia i la princesa Frederica de Hannover.